# Торшбю
Торшбю (на шведски: Torsby) е град в западната част на южна Швеция. Той е разположен на северния бряг на езерото Йовре-Фрюкен в лен Вермланд на около 30 km източно от границата с Норвегия. Главен административен център е на едноименната община Торшбю. Има жп гара. Населението на града е 4049 жители от преброяването през 2010 г.

## Личности
Родени
- Маркус Берг (р. 1986), шведски футболист
- Свен-Йоран Ериксон (р. 1948), шведски футболист и треньор